# Son of Saul
Son of Saul (Originaltitel: Saul fia, deutsch „Sauls Sohn“) ist ein ungarisches Filmdrama des Regisseurs und Autors László Nemes über die Möglichkeiten und Grenzen des Widerstandes in einem NS-Vernichtungslager während des Zweiten Weltkriegs. Das Drehbuch wurde von Nemes gemeinsam mit Clara Royer verfasst. Der Film wurde bei den Internationalen Filmfestspielen von Cannes 2015 erstaufgeführt und gewann dort den Großen Preis der Jury. Danach wurde er in einer Sondervorstellung auf dem Toronto International Film Festival 2015 gezeigt. Am Jom haScho’a zeigte die Claims Conference den Film in Berlin in einer geschlossenen Vorführung. Mit der speziellen Präsentation erinnerte die Claims Conference daran, dass es weltweit immer noch zahlreiche Holocaust-Überlebende (Survivors) gibt, die in Armut leben und pflegebedürftig sind. In Deutschland kam der Film am 10. März 2016 in die Kinos.

## Handlung
Oktober 1944, das deutsche NS-Vernichtungslager Auschwitz-Birkenau befindet sich angesichts der herannahenden sowjetischen Roten Armee in Chaos und Auflösung. Der dort gefangene ungarische Jude Saul arbeitet in einem Arbeitskommando (Sonderkommando), das die Verbrennung der Leichen der in den Gaskammern Ermordeten durchführen muss. Einerseits ist Saul damit privilegiert, da er von der Vergasung zunächst verschont bleibt. Andererseits ist aber auch klar, dass die SS auch die Mitglieder des Sonderkommandos töten wird, um keine Zeugen für den Massenmord zu hinterlassen. Die jüdische Religion untersagt Juden eigentlich die Einäscherung von Toten. Eines Tages entdeckt Saul den Körper eines Jungen, in dem er seinen Sohn zu erkennen glaubt. Später versucht er, den Leichnam des Jungen vor der Verbrennung zu bewahren und will einen Rabbiner finden, um für ihn eine heimliche Bestattung zu ermöglichen. Genau zu der Zeit organisieren die anderen Mitglieder des Sonderkommandos einen Aufstand, um der unmittelbar bevorstehenden Auflösung des Konzentrationslagers und damit ihrer eigenen Ermordung zuvorzukommen. Sie zerstören das Krematorium. Saul verfolgt geradlinig und ohne den eigenen Tod zu fürchten aber nur noch seinen eigenen Plan, um seinem Sohn die letzte Ehre zu erweisen, für den einzustehen er nie zuvor die Möglichkeit hatte. In den Tumulten der Auflösung gelingt einigen Häftlingen die Flucht in den umliegenden Wald. Der Rabbiner stellt sich als falsch heraus und Saul verliert den Leichnam im Fluss. Zusammen mit anderen Häftlingen flieht er in eine kleine Hütte. Beim Blickwechsel mit einem vorbeikommenden Bauernjungen lächelt Saul zum ersten und einzigen Mal in dem Film. Das Kind läuft davon und die SS-Wachen des Lagers nähern sich der Hütte. Dann wird das Bild schwarz und Gewehrschüsse sind zu hören.

## Geschichtlicher Hintergrund
Als Auschwitz-Protokolle wurden im angelsächsischen Raum in der Nachkriegszeit drei Berichte bezeichnet, die Regierungsstellen der Vereinigten Staaten über das KZ Auschwitz und die dort stattfindende fabrikmäßige Ermordung vorlagen und sie und ihre Vorgesetzten informieren sollten. Es gab drei verschiedene bekanntgewordene Aufstände der von der SS als Sonderkommandos missbrauchten Gefangenen (Treblinka II bei Warschau am 2. August 1943, Lager Sobibor bei Lublin am 14. Oktober 1943 und Auschwitz II am 7. Oktober 1944).
Mit Ausnahme des Arztes Miklós Nyiszli (1901–1956; dargestellt von Sándor Zsótér) entsprechen die Filmrollen keinen nachweisbaren Personen in der Literatur oder den überlieferten mündlichen Berichten über das Konzentrations- und Vernichtungslager Auschwitz.

## Produktion

### Stab

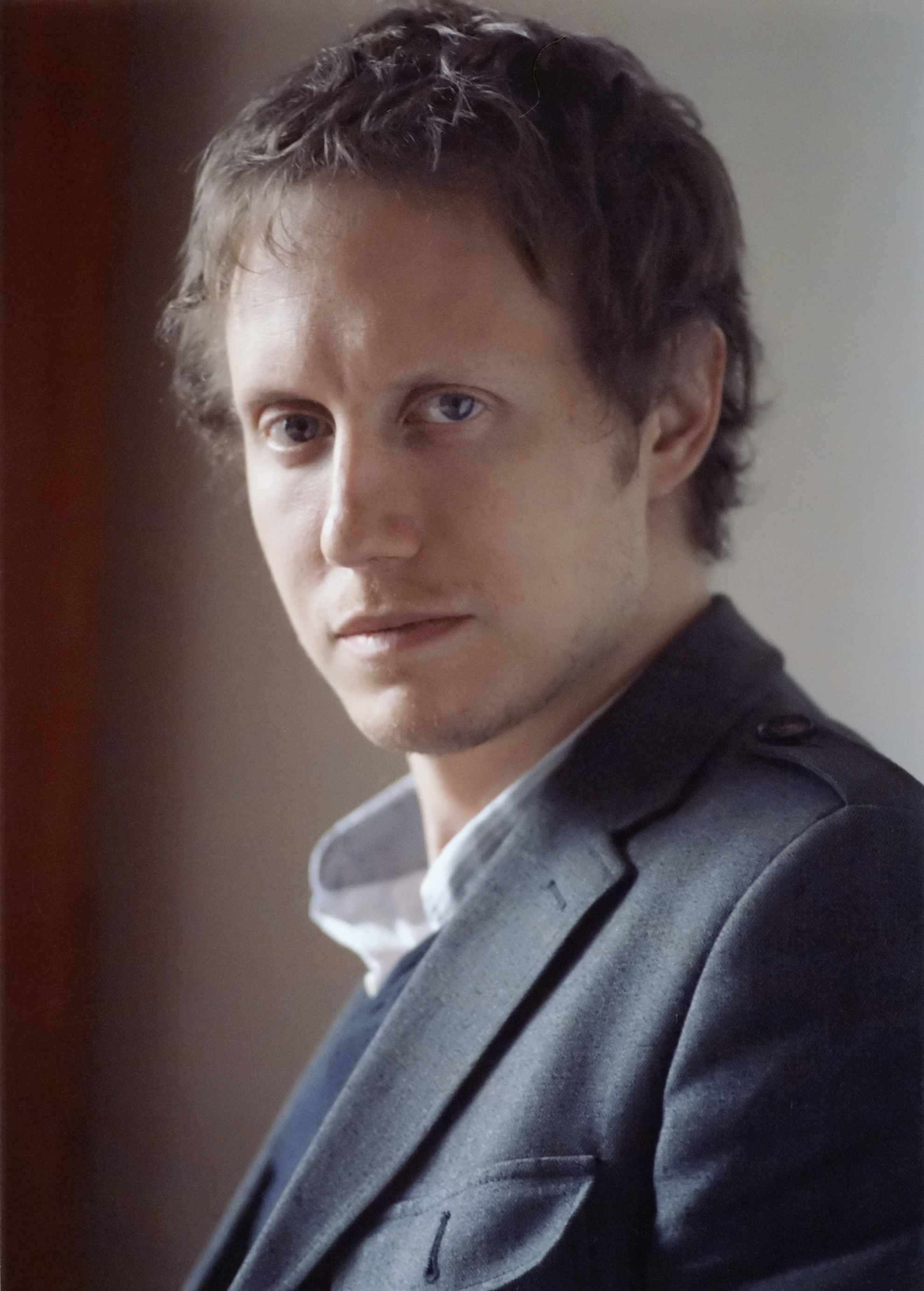
Der Regisseur László Nemes

Die Regie übernahm László Nemes, der gemeinsam mit Clara Royer auch das Drehbuch zum Film schrieb. Nemes sprach in einem Interview selbst über seine Idee, das Geschehen aus der Sicht eines einzelnen Auschwitz-Häftlings zu erzählen: „… den Zuschauer dichter ans Geschehen ranholen, als dass er immer nur auf die Handlung achtet.“ Nemes wollte das Geschehene aus Sicht eines Einzelnen wahrnehmen, denn bisher (in Filmen über die Judenvernichtungsaktionen) ging der Einzelne immer im Kollektiv der Opfer unter.

### Filmmusik
Die Filmmusik wurde von László Melis komponiert. Der Soundtrack zum Film besteht an einigen Stellen aus Schreien und gestöhnten Worten in Russisch, Jiddisch, Ungarisch, Polnisch oder Deutsch.

### Veröffentlichung
Der Film kam am 18. Dezember 2015 in ausgewählte US-amerikanische und am 10. März 2016 in die deutschen Kinos.
Die Feststellung, dass nur der ungarische Arzt Miklos Nyiszly die einzig belegbare historische Person des Filmes sei, ist nicht richtig. Im Film wird als Handelnder namentlich der Kapo „Mietek Morawa“ des Sonderkommandos dargestellt (Morawa, Mieczyslaw, Mietek). Er ist im Buch „Sonderbehandlung“ (Verlag Steinhausen, München 1979) von Filip Müller, slowakischer Häftling des Sonderkommandos und Überlebender, als reales Mitglied des Sonderkommandos dokumentiert. Er wurde am 3. April 1945 im KZ Mauthausen als Zeuge der Verbrechen von der SS durch Erschießen liquidiert.

## Rezeption

### Kritiken
Frank Schnelle von epd Film beschreibt die Arbeit des Filmemachers: „Die Art und Weise, in der Regisseur László Nemes dieses Geschehen inszeniert, ist neu- und einzigartig.“ Schnelle merkt allerdings auch an: „In der Tat wird niemand diesen Film ‚gerne sehen‘ – dazu ist er zu sehr Tortur, zu schmerzhaft in seiner Intensität. Aber gerade darin liegt seine ungeheure Kraft: an die unvorstellbare Grausamkeit des KZs nicht bloß zu erinnern, sondern die Bedingungen – die Beklemmung, die Panik, die unfassbare Gewalt – mit Hilfe einer ganz eigenen Filmsprache beinahe physisch erfahrbar zu machen.“
Dem entgegnen in ihren Kritiken Susan Vahabzadeh in der Süddeutschen Zeitung und Verena Lueken in der FAZ mit dem Vorwurf, dass der Bezug zur Gewaltausübung der SS als Marketingmittel für den Filmverkauf wie Pornografie eingesetzt werde. Dem viel beachteten Lob des Films von Claude Lanzmann und der Filmjurys sei deshalb nicht zu folgen. Claude Lanzmann dokumentierte im Filmzyklus „Shoa“ unter anderem die Geschehnisse und den Augenzeugenbericht des Überlebenden des Sonderkommandos Filip Müller, die dieser in seinem Buch „Sonderbehandlung“ (Verlag Steinhausen, München 1979) literarisch zusammenfasste. Der Film „Son of Saul“ ergänzt in Vorkenntnis literarischer oder filmischer Dokumentationen sehr bildhaft und hilft das unfassbare Grauen visuell erlebbar zu machen, dies ist jedoch emotional schwer zu ertragen und entzieht sich (obwohl geschehen) in Teilen der menschlichen Vorstellungskraft. In diesem Gesamtkontext ist er umso mehr eine unverzichtbare Dokumentation für zukünftige Generationen.
Für den Kritiker Daniel Kothenschulte in der Frankfurter Rundschau ist Son of Saul „einer der ganz wenigen künstlerisch relevanten Filme, die es über dieses Thema gibt.“ Er hebt unter anderem den Ton („Klänge von gespenstischer Direktheit“) und Spezifika der Filmkamera und des Materials hervor, die dafür sorgen, dass der Bildraum nie vollständig zu sehen ist. Doch „indem der Befehl zum Hinsehen, der dem klassischen Kino eigen ist und sich in der immer gleichen Grammatik von Schuss und Gegenschuss ausdrückt, ausbleibt, sieht man umso intensiver. Man schaut wie in einem schrecklichen Traum auf eine Leinwand, auf der Braun- und Grüntöne mit Fleischtönen verschwimmen.“
In einem Essay für die Literaturzeitschrift die horen schreibt die ungarische Philosophin Ágnes Heller: „[Ich komme] aus dem Kino und weiß, dass ich einen bedeutenden, ja, einen großen Film gesehen habe. Einen Film, in dem nichts selbstverständlich ist, der Geheimnisse hat, bei dem es viel nachzudenken, zu interpretieren gibt. […] Der Film verfremdet für mich tatsächliche einmalige Erfahrungen und lässt sie unter anderem durch Verfremdung zu Mythologie werden.“

### Auszeichnungen
Der Film gewann als ungarischer Beitrag den Oscar als bester fremdsprachiger Film. Bei den Golden Globe Awards 2016 konnte er den Preis als bester fremdsprachiger ebenso Film gewinnen.
2016 belegte Son of Saul bei einer Umfrage der BBC zu den 100 bedeutendsten Filmen des 21. Jahrhunderts den 34. Platz.